# عبد الكريم سروش
عبد الكريم سروش هو الاسم المستعار لحسين حاجي فرج الدباغ، أحد أبرز المثقفين في  إيران  ويكرس اهتماماه في الدين والديمقراطية والتنوير الديني؛ ولد في طهران سنة 1945م ودَرَس في الثانوية المسماة بـ«رفاه» وهي من المدارس التي كانت تحرص على الجمع في مناهجها بين الدروس الدينية وبين المواد العلمية المعاصرة؛ التحق بـجامعة لندن في فرع الكيمياء وحصل على الدكتوراه. لكنه ترك تخصصه في الكيمياء والصيدلة واتجه إلى فلسفة العلم ودراسة تياراتها النقدية الحديثة وتراث المدرسة الوضعية. كان سروش قريباً من علي شريعتي ومرتضى مطهري، وهما وجهان محوريان في فترة ما قبل الثورة في إيران، وبعد الثورة عاد إلى بلده وشغل مناصب عليا في الدولة وأخرى بحثية أهمها الأبحاث والدراسات الثقافية.

## التأليف
ظهر سروش منذ أوائل الثمانينيات كواحد من الكتاب غزيري الإنتاج في إيران، وعالجت كتاباته الأولى النظريات الماركسية وموضوعات فلسفة العلم، ومن أهم أعماله البارزة في تلك الفترة كتاب «المعرفة والقيمة» وكتاب «ما هو العلم؟ ماهي الفلسفة؟» إضافة إلى دراسة نقدية لكتاب محمد باقر الصدر «الأسس المنطقية للاستقراء» نقلت على العربية ضمن كتاب السيد عمار أبو رغيف بعنوان «الأسس المنطقية للاستقراء في ضوء دراسة الدكتور سروش» سنة 1989، وهي السنة التي بدأ فيها سروش بنشر مقالات «القبض والبسط للشريعة» وقد أثارت جدلاً واسعاً ونقاشاً حادا بين المؤيدين والمعارضين، فجمعت بعد ذلك في كتاب حمل العنوان نفسه «القبض والبسط في الشريعة» ونقل إلى العربية.
فليس من قبيل الصدفة أن يؤلف في إيران وحدها ثلاثون كتاباً لمناقشة آراء سروش، عشرون منها تتفق معه وتؤازره والعشرة الأخرى تقف بالضد من تلك الآراء والطروحات.
وميزة سروش أنه مفكر تكونت ثقافته ومنهجيته في البحث من أبعاد علمية متعددة فهو صاحب اختصاص في الصيدلة والكيمياء وهو متابع لأحدث الدراسات الغربية في التاريخ وفلسفة العلوم وعلم المعرفة (الإبستمولوجيا)، وهو إضافة إلى ذلك ناشط ثقافي وسياسي ومتبحر في علم الكلام والتفسير وأصول الفقه ومتذوق لأدبيات العرفان. ولعل ذلك ما دفعه إلى استمداد مفهومي «القبض» و«البسط» من الحقل الصوفي كعنوان لنظريته، ساعياً في ذلك إلى إبراز خاصية التحول والتغير التي تميز المعرفة البشرية ومن ضمنها المعرفة الدينية.

## أفكـاره
يرى سروش أن الأجزاء المختلفة للمعرفة البشرية هي في تعاط مستمر في ما بينها، وإذا ما شهد العلم إبداعاً فإنه يترك تأثيره على علم الفلسفة، وأن تحوّل الفهم الفلسفي يغير فهم الشخص حول الإنسان والكون، وعندما يأخذ الإنسان والكون وجهاً آخر فإن المعرفة الدينية تأخذ معنى جديداً أيضاً. وهو يعتبر أن نظريته تعتمد من جهة على الفكر الديني التقليدي، وتأخذ بنظر الاعتبار من جهة أخرى مكتسبات الفكر والمعرفة البشرية، وبالتالي فهي منهج لطرح جديد وعصري للدين، وأن التحوّل والتطوّر في المعرفة الدينية ليسا ناجمين عن المؤامرة والخيانة ووسوسة الشيطان، بل من لزوم التغييرات القهرية في الكون، وحركة الذهن، وسعة استيعاب الفهم، وطموحات الفكر وتطلّعات الروح البشرية المعادية للجهل.
وخلافا لمطهري وشريعتي لا يعد سروش المجتهدين من رجال إحياء وإعادة بناء الفكر الديني، لأن الاجتهاد لديهم هو تغيير في الفروع وليس تحوّلاً في المبادئ والأصول، ولذلك فهو يرى أن المستنير الحقيقي في إعادة بناء الفكر الديني هو الشخص الذي يجيز الاجتهاد في الأصول أيضاَ. إن الأمر المهم في هذه الدراسة هو المقارنة بين هذه النظرات من مختلف الجهات كالرؤى، والسبل، والمناهج التي تطرح لإحياء الدين، والمنهج المعرفي، وعلم الإنسان، وعلاقة الدين والدنيا، وعلاقة العلم والدين، ودوافع دراسة الفكر الديني، وسر خلود الدين ورسالته والمصلحين الدينيين.

## نظرية سروش بين القبض والبسط
يسعى الدكتور عبد الكريم سروش في القبض والبسط لتقديم "مشروع نظرية تفسيرية (هرمنيوطيقية) معرفية (ابستمولوجية) تستلهم المنهج الكانطي في التميز معرفياً بين الشيء لذاته والشيء لذاتنا، فتميز بين الدين والفكر الديني أو المعرفة الدينية التي هي قراءة للدين لتتسائل حول طبيعة العلاقة بين هذه المعرفة والمعارف البشرية الأخرى. كما تفترض أن الدين تابت بينما المعرفة الدينية ظاهرة بشرية متغيرة ونسبية كشأن المعارف الأخرى.
ويؤكد سروش على أنه يؤمن بنسبية المعرفة لا نسبية الحقيقة، فالمعرفة الدينية تتسم بالتحول والنسبية لأنها مرتبطة بألوان المعرفة الإنسانية الأخرى ومتأثرة بها. ولا يخفي سروش استفادته من نظريات فلسفية وابستمولوجية كما عند غاستون باشلار ونظرته إلى تاريخ العلم بوصفه تاريخاً للأخطاء، وغروفيتش ونظريته حول الأطر الاجتماعية للمعرفة، ومفهوم الباراديغم عند توماس كوين.
ويكفي أن نلاحظ أن التهمة الرئيسة التي يواجهها سروش والاتجاه الذي يمثله هي الدعوة إلى الأخذ بالمناهج العلمية الحديثة في تكوين المعرفة الدينية.
ينطلق سروش من مبدأ بشرية المعرفة الدينية فهي «بناء إنساني يتطور بالضرورة وباستمرار بحسب الفهم المتغير للعالم، فبينما لا يتغير الدين في حد ذاته يتغير الفهم الإنساني له والمعرفة المرتبطة به. فالمعرفة الدينية ليست إلهية من منطلق الموضوع الديني الذي تعالجه ولا يسوغ أن نخلطها والدين في حد ذاته».
لأجل ذلك يسعى سروش إلى «كشف أوليات الفهم الديني وكيفيته، وتوضيح أوصاف المعرفة الدينية بالنسبة إلى سائر المعارف البشرية وتحديد العلاقات القائمة بين المعرفة الدينية والمعارف البشرية، وأخيراً توضيح سر تحول المعرفة الدينية وثباتها تاريخياً».
وهو في ذلك يهدف إلى:
أولاً: محاولة وضع معنى النص الديني في أفق الفهم التاريخي المتحول.
ثانياً: أنسنة الدين، بمعنى جعل الدين من أجل الإنسان لا بمعنى الأنسنة التي طرحها الفكر الأوروبي
ثالثاً: فرض المعرفة الجديدة بالإنسان والمجتمع والطبيعة على من يتصدون لصناعة المعرفة الدينية.
يقول سروش:«إذا تعرضت المعارف البشرية غير الدينية للقبض والبسط فلابد أن يتعرض فهمنا للشريعة إلى القبض والبسط أيضاً، أحياناً بصورة ضعيفة وخفيفة، وأحياناً بصورة شديدة وقوية».
إن تأكيد سروش على ترسيخ مبدأ بشرية المعرفة الدينية مدخل من شأنه وضع حد للتصادم الموهوم بين هذه المعرفة وباقي المعارف العلمية والفلسفية، على أن هذه المعارف غير الدينية هي أسئلة مرتبطة بالأفق التاريخي للإنسان، والمعرفة الدينية تتضمن إجابات لها، فكلما اختلفت الأسئلة وازدادت عمقاً ازدادت الحاجة إلى أجوبة أكثر عمقاً، من هنا فإن أي تغير في معارف العصر العلمية والفلسفية يستدعي تغيراً في المعرفة الدينية.
يميّز سروش بين الذاتي والعرضي في الشريعة وهو يرى أن الإعدادات اللغوية والثقافية والحضارية قد ساهمت في تشكيل أعراض الدين الإسلامي كما نفهمه اليوم، ولأنها إعدادات متغيرة من ثقافة إلى أخرى فهي ليست من ذاتيات الدين، يقول: «إن لبوس الثقافة القومية من لغة وأذواق وأساليب حياة ونقاط ضعف وقوة عقلية وخيالية وعادات وتقاليد ومألوفات ومسلمات فكرية وخزين لغوي ومفاهيمي يضيف على جسد العقيدة والفكر ويخلع عليه نواقصه وكمالاته لا محالة»، ليصل سروش بعد ذلك إلى أن ما هو جوهري في الإسلام هو المتجاوز لكل تلكم الإعدادات المستلة من ثقافة خاصة بلحظة الوحي، وأن من شأن التأكيد على ذلك الثابت الجوهري ضمان شمولية الرسالة ومستقبليتها من دون أن يعني ذلك مصادرة الأعراض وإلغائها، لكنه يشترط إخضاعها لمجهر العلوم الإنسانية بغية فهمها واكتشاف قدرتها على الخروج من دلالتها الضيقة إلى محيط عالمي ومن ظرفها التأريخي إلى رحابة المستقبل.
وقد أثارت أطروحة عبد الكريم سروش في القبض والبسط وباقي دراساته جدلاً واسعاً في الوسط الديني الإيراني مما دفع العديد من المفكرين والشيوخ للرد والنقد، وأبرز نقاده هو الشيخ صادق لاريجاني الذي اتهمه بأن ما ذهب هو في غالبه تكرار لطروحات بعض فلاسفة الهرمنيوطيقا مثل غادامير الذين شددوا على فكرة أن الإنسان موجود تاريخاني وأن فهمه للامور يتكون في أفق تاريخي بشري، لذلك فهو فهم ناقص وهذه أفكار كان غادامير وإلى حد ما هايدغر من أبرز من روّج لها. بيد أن سروش في نظر لاريجاني لا يشير أبداً إلى الذين أخد عنهم هذه الآراء. ويرى لاريجاني أن هذه المسلكية التي اتبعها سروش في الاستعانة بالآليات المنهجية التي استقاها من التداول الغربي لا يمكن إسقاطها بشكل عمودي على تداول مغاير كالتداول الإسلامي، لأن «تلك المفاهيم والأدوات حين تبتسر من بيئتها تفقد معانيها ولن يكون من الممكن التوفيق بينها وبين التقاليد المحلية».

## مؤلفاته
- بسط التجربة النبوية.
- القبض والبسط في الشريعة.
- التراث والعلمانية.
- الدين العلماني
- التدين والسياسة
- العقل والحرية
- ارحب من الايديولوجيا
- الصراطات المستقيمة

## وصلات خارجية
- الموقع الرسمى للدكتور عبد الكريم سروش
- http://www.husseinalsader.org/inp/view.asp?ID=5242